# Aurelius Victor
Sextus Aurelius Victor, född omkring 320, död omkring 390, var en romersk historieskrivare.